# Château de Jasseron
Le château de Jasseron est un ancien château fort, du Xe siècle, reconstruit au XIIIe siècle et ruiné à la fin du XVIe siècle, centre de la seigneurie de Jasseron, dont les ruines se dressent sur le territoire de la commune française de Jasseron, dans le département de l'Ain, en région Auvergne-Rhône-Alpes.
Les restes du château sont inscrits aux monuments historiques.

## Localisation

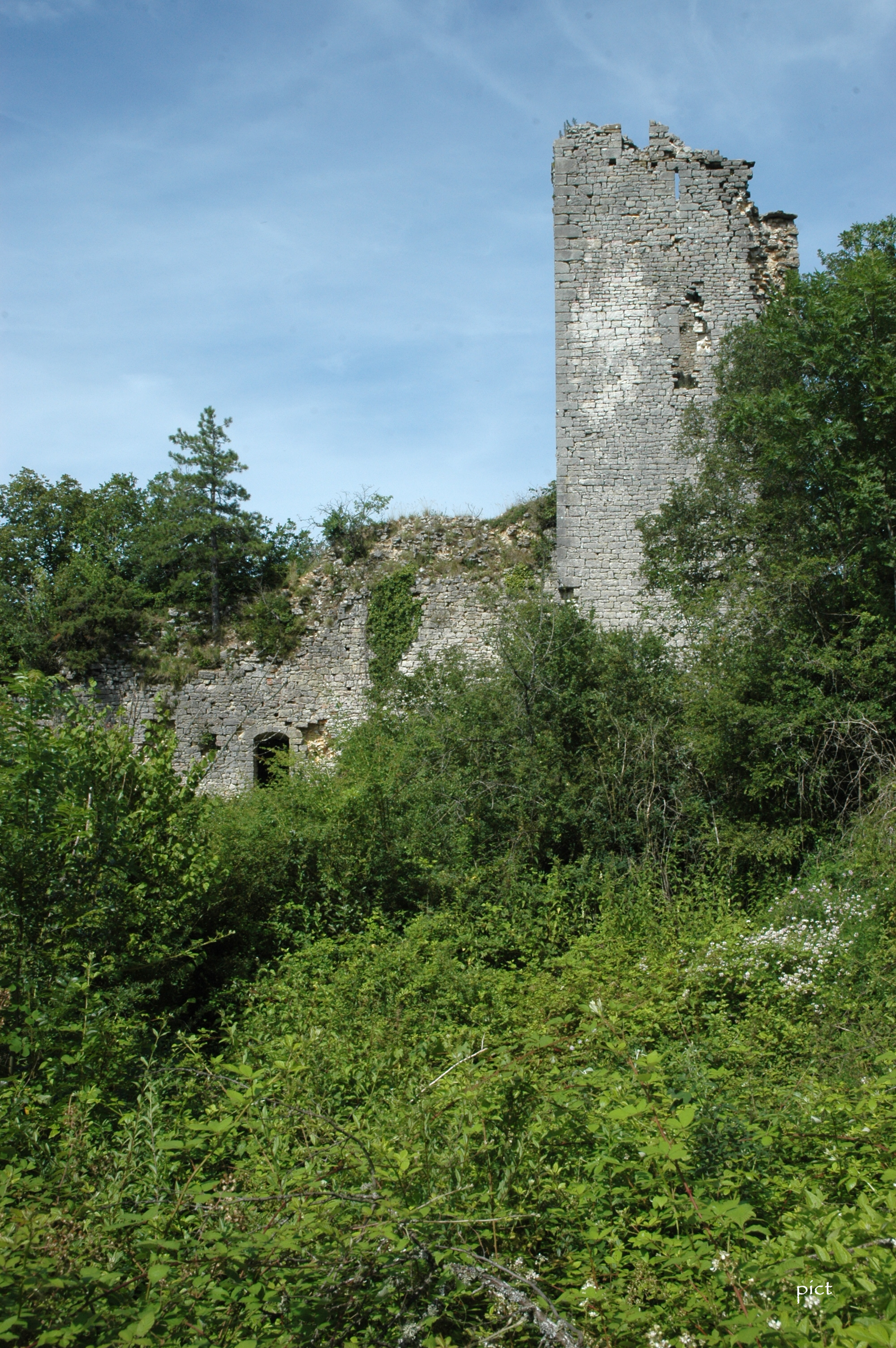
Une vue d'ensemble des ruines.

Les ruines du château de Jasseron sont situés sur la commune de Jasseron, dans le Revermont, à 1 kilomètre au nord-est de l'église, sur une crête, dans le département français de l'Ain.

## Historique
Le château du Xe siècle, reconstruit au XIIIe siècle a été ruiné à la fin du XVIe siècle.
Vers 980-990, Richier de Coligny, fils de Manassès de Coligny, se rendant moine dans l'abbaye de Saint-Claude, fit don à ce monastère de la terre et château de Jasseron avec toutes ses dépendances.
Les abbés de Saint-Claude le conservèrent, uni à leur manse, jusque dans les premières années du XIIIe siècle. Vers 1212, l'abbé Bernard III de Thoire l'engage à Étienne II, sire de Thoire-Villars, son neveu, qui ne le posséda que quelques années, car il était déjà inféodé, en 1231, à Amé de Coligny, seigneur d'Andelot, qui l'a probablement fait reconstruire vers 1230.
À la même époque il est fondé dans la basse-cour un prieuré et une chapelle qui a été arasée au XIXe siècle. Cette fondation est intervenu à la suite d'un accord entre le sire de Coligny et l'abbaye de Saint-Claude.
En 1300, l'abbaye cède tous ses droits qu'elle détient sur la moitié du château.
Jasseron restera dans la famille de Coligny jusqu'à Étienne de Coligny, également seigneur d'Andelot, lequel, après avoir concédé aux habitants, en 1304,, de concert avec l'abbé Guillaume de Villars, une charte de franchises et libertés, vend la seconde moitié du château de jasseron, au comte de Savoie Amédée V, seigneur de Bâgé et de Coligny. En septembre 1307, le sire de Thoire-Villars, attaque le chantier de réparation du château.
Le 29 juin 1586, le duc de Savoie Charles-Emmanuel Ier l’aliène à Joachim de Rye, qui l'annexe, au mois de juillet suivant, à son marquisat de Treffort. Ferdinand de Longwy, archevêque de Besançon, succéda aux droits de Joachim de Rye et les transmit à François de Créquy de Bonne, duc de Lesdiguières. Ce dernier cède la terre de Jasseron, le 22 avril 1648, à Rostain d'Urre, seigneur d'Aiguebonne, dont la fille Marie le fit entrer dans la famille de Perrachon par son mariage avec Pierre Perrachon, conseiller du roi, qui en reprit le fief en 1671.
Jasseron sortit de cette famille en vertu d'une vente consentie, le 7 février 1735, par Jacques-Marie-Alexandre Perrachon, comte de Bury, en faveur d'Antoine-Philibert de Grollier, chevalier, seigneur de Grand-Pré. Pierre-Louis de Grollier était seigneur de Jasseron lors de la convocation des États-Généraux.
Le château n'était déjà plus qu'une ruine en 1601.

## Description
Un donjon en forme de fer à cheval dressé du côté de l'attaque commande une enceinte quadrangulaire. Les logis s'organisent autour d'une cour. Au sud une vaste basse-cour est ceinte de braies que renforcent des tours carrées et hexagonales non flanquantes, datées peut-être du XIVe siècle.
Le château de Jasseron représente le type classique de la motte castrale bipartite. Il comprend un tertre tronconique artificiel et une grande basse-cour. Dans cette dernière, subsistent les vestiges d'un prieuré médiéval, grange ou cellier voûté, et les soubassements d'une chapelle.

## Protection aux monuments historiques
Les restes du château sont inscrits au titre des monuments historiques par arrêté du 22 février 1927.